# Flughafen Monastir

i7
i11
i13
Der Flughafen Monastir (IATA-Code: MIR, ICAO-Code: DTMB) ist der internationale Flughafen der tunesischen Stadt Monastir. Er ist benannt nach dem tunesischen Staatsgründer Habib Bourguiba und wurde bis 2011 in erster Linie von Charterfluggesellschaften angeflogen. Im Jahr 2007 hat das türkische Unternehmen TAV Airports Holding im Rahmen einer Ausschreibung den Zuschlag zum Betrieb des Flughafens vom 1. Januar 2008 an erhalten. Bis 2011 der wichtigste touristische Flughafen Tunesiens, hat er nach der Eröffnung des Flughafens Enfidha stark an Bedeutung verloren.
Der Flughafen verfügt über einen Bahnhaltepunkt der tunesischen Staatsbahn SNCFT und wird von der sogenannten Métro du Sahel angefahren.
In der Geschichte des Flughafens gab es bislang keine schweren Zwischenfälle.

## Fluggesellschaften
Am Flughafen beheimatet ist die Privatfluggesellschaft Nouvelair Tunisie.